# Аранхуэсский концерт
«Аранхуэ́сский конце́рт» (исп. Concierto de Aranjuez) — музыкальная композиция (сольный концерт для классической гитары и оркестра) испанского композитора Хоакина Родриго. Наиболее известное произведение Родриго, успех которого закрепил за ним репутацию одного из самых выдающихся испанских композиторов XX в. 

## История
Родриго написал этот Концерт в Париже весной 1939 года. Он был впервые исполнен 6 ноября 1940 в Барселоне испанским гитаристом Рехино Сайнсом де ла Маса, которому Родриго и посвятил своё произведение. Оркестром дирижировал Сесар де Мендоса Лассаль. 
Концерт является не только самым популярным сочинением Родриго, но и одним из известнейших произведений классической музыки XX века. Название относится к садам королевского дворца в Аранхуэсе, где Родриго с женой провели медовый месяц. Родриго включил в произведение атмосферу конца XVIII века при дворе Карла IV и Фердинанда VII, однако ощутимо также сознание того, что переживал Родриго в 1939 году. Родриго и его жена много лет хранили молчание о происхождении второй части Концерта, в связи с чем наиболее популярной была версия о том, что Родриго написал Адажио под впечатлением бомбардировки Герники в 1937 году. В автобиографии Виктория, жена Родриго, сообщила, что на атмосферу Адажио повлияли как воспоминания о медовом месяце в Аранхуэсе, так и тяжёлое душевное состояние Родриго в связи с неудачной первой беременностью Виктории.

## Описание произведения
«Аранхуэсский концерт» представляет собой типичный инструментальный концерт в трёх частях. При сочинении Родриго столкнулся с проблемой совмещения довольно тихого звучания гитары со звучанием симфонического оркестра. Композитор справился с этой задачей таким образом, что солирующая гитара ни разу не выступает на фоне всего оркестра, но только совместно с небольшими группами сравнительно негромко звучащих инструментов.
1. Allegro con spiritu
1-я часть в ре мажоре написана в классической сонатной форме и представляет собой подвижное фанданго в размере 6/8.
2. Adagio
2-я часть, благодаря которой Концерт, собственно, и приобрёл свою популярность, написана в си миноре. Главная тема в исполнении английского рожка представляет собой аллюзию на саэту — андалузское паралитургическое глубокоэмоциональное песнопение, исполняемое во время религиозных процессий на Семана Санта (Страстную неделю). Саэта исполняется обычно в импровизационной форме солирующим певцом или певицей, стоящими на балконе в то время, как внизу проходит процессия.
3. Allegro gentile
3-я часть — быстрое Рондо в ре мажоре в стиле придворного танца с переменным тактовым размером (2/4 и 3/4).

## Исполнители и влияние
- Алексей Зимаков. Хоакин Родриго, услышав своё произведение в исполнении Алексея Зимакова, заявил в прессе, что именно так и представлял себе идеальное звучание своего концерта[6].
- Концерт впервые записан на грампластинку (78 оборотов в минуту) в 1947/1948 гитаристом Рехино Сайнсом де ла Маса с Национальным оркестром Испании под управлением Атаульфо Архента[англ.][7]
- Нарсисо Йепес записал после этого две пластинки (обе также с Архента)[8] — одну моно (между 1953 и 1955)[9] и одну стерео (1957)[10].
- Первой гитаристкой, записавшей Концерт, была Рената Тарраго[англ.] (1958 или 1959), которая предпочитала игру кончиками пальцев, а не ногтями. Оркестром дирижировал Одон Алонсо[англ.].
- По просьбе Никанора Сабалеты Родриго сделал аранжировку для арфы с оркестром (1974)[11].
- Майлз Дэвис совместно с аранжировщиком Гилом Эвансом записал Адажио из Концерта в альбоме «Sketches of Spain» (1960). Дэвис говорил: «Эта мелодия настолько мощная, что чем мягче её играешь, тем мощнее она получается, и чем мощнее её играешь, тем слабее она получается» («That melody is so strong that the softer you play it, the stronger it gets, and the stronger you play it, the weaker it gets»)[12].
- Чик Кориа использовал начало Адажио в качестве вступления к его знаменитому сочинению «Spain».
- Modern Jazz Quartet сделал несколько записей второй части Концерта.
- Пако Де Лусия не умел читать ноты до того, как ему было предложено сыграть Концерт (в 1991). Он подписывал названия нот в партитуре и таким образом разбирал свою партию. Он также рассказывает о том, что стремился к ритмической точности, тогда как классические гитаристы играли Концерт с частым рубато, и без знания партитуры понять ритмическую структуру было для него невозможно[13].
- Адажио из Концерта многократно исполнялось певцами на различных языках и в различной интерпретации (от классической до эстрадной), например, такими, как Ришар Антони, Хосе Каррерас, Массимо Раньери, Клаудио Вилла, Далида, Демис Руссос, израильская певица Рита и др.